# Guy Spier
Guy Spier   (Pietermaritzburg, 4 de febrer de 1966), és un inversor amb seu a Zúric. És autor de The Education of a Value Investor. Spier és el gestor del fons Aquamarine amb 350 milions de dòlars en actius. És conegut per oferir 650.100 dòlars EUA amb Mohnish Pabrai per a un dinar benèfic amb Warren Buffett el 2008. El 2009, va aparèixer a The Checklist Manifesto, d'Atul Gawande pel que fa al seu ús de llistes de verificació (checklists) com a part del seu procés d'inversió.

## Educació i primers anys de vida
Spier va néixer l'any 1966 a Pietermaritzburg, Sud-àfrica. Quan tenia tres mesos, la seva família es va traslladar a Tel-Aviv, Israel, on va assistir a la llar d'infants. El 1970, la seva família es va traslladar a l'Iran, on va assistir a l'escola de l'ambaixada britànica a Teheran. El 1977, la seva família es va traslladar de nou a Richmond al Regne Unit, i va assistir a la City of London Freemen's School, a Ashtead, Surrey, com a pensionista setmanal. El 1984, es va matricular per estudiar Dret al Brasenose College d'Oxford, on va ser tutoritzat per Hugh Collins i Mary Stokes, entre d'altres. Dos anys més tard, el 1986, va passar a estudiar PPE (Política, Filosofia i Economia). Entre els seus tutors hi havia Peter Sinclair d'Economia, on ocasionalment compartia tutorials amb David Cameron, que esdevindria primer ministre. També va estudiar política amb Vernon Bogdanor. Encara que va ser completament mediocre en política, va demostrar ser un economista capaç i es va graduar amb un títol de primera classe, després d'haver rebut també el premi Georg Webb Medley per la seva actuació en economia.
Durant els seus estius universitaris, Spier també va completar cursos d'estudis a la Universitat Ruprecht Karl de Heidelberg i a la Harvard Summer School. També va fer pràctiques a la Creditanstalt a Londres.
L'any 1990, a Spier se li van oferir places tant al programa de doctorat en economia i negocis conjunts com al programa MBA de Harvard. Va optar per fer el MBA i, l'any 1993, va completar el seu MBA. Entre els contemporanis d'HBS hi ha Mark Pincus, Chris Hohn i Sherry Coutu.

## Carrera
De 1988 a 1990, Spier va ser associat de Braxton Associates, l'empresa de consultoria estratègica que després es va vendre a Deloitte Consulting. Amb seu a les oficines de Londres i París, Spier va treballar amb els seus col·legues David Pitt-Watson, Michael Liebreich i altres per assessorar empreses britàniques i europees sobre la seva estratègia respecte al mercat comú europeu. Posteriorment, va fer pràctiques a la Unitat d'Estudis Avançats (Cellule de Prospective) de la Comissió Europea a Brussel·les.
Al seu llibre, Spier escriu que, tot i que va entrevistar empreses de sabates blanques com Goldman Sachs i JP Morgan durant el seu darrer any a la Harvard Business School, va rebutjar aquestes empreses per treballar per al menys conegut DH Blair. Allà, com a vicepresident, va buscar finançament per a startups de noves tecnologies. Posteriorment, Spier va descriure aquesta experiència com "no diferent" a la pel·lícula Wolf of Wall Street. Va ser una decisió professional de la qual ràpidament va arribar a lamentar.
Quan va deixar la banca d'inversió, Spier va fundar Aquamarine Fund, una associació d'inversió inspirada i dissenyada després de les associacions d'inversió de Warren Buffett dels anys 50. Spier continua gestionant el fons avui, i tenia 300 milions de dòlars en AUM a juny de 2021.
Spier segueix de prop els principis de Warren Buffett sobre la inversió de valor i l'assignació de capital. Tanmateix, també admet que la inversió de valor ha canviat amb el temps, ja que la popularitat de l'estil fa que, en general, hi hagi menys oportunitats disponibles per als inversors. Encara hi hauria idees que funcionaran, però l'exitós inversor de valor d'avui ha de mirar més enllà i de vegades pensar fora de la caixa. Més recentment, Spier ha evitat tota forma d'activisme, afirmant: "El meu objectiu com a inversor és acumular diners per als meus accionistes, no fer baralles innecessàries ni comportar-me com un croat moral venjador".
Spier ha defensat regularment la probitat i la modèstia en la gestió de les empreses financeres. El 2008, Spier va publicar un article juntament amb Peter Sinclair i Tom Skinner sobre "Bonuses, Credit Rating Agencies and the Credit Crunch" que argumentava que part de la causa de la crisi de 2008 va ser el curt termini que portava a un error de càlcul de les bonificacions a la qualificació creditícia. i altres empreses financeres. També ha advocat fermament a favor de les comissions de gestió zero quan es tracta de la gestió professional d'inversions. Spier ha defensat que Suïssa esdevingui un centre d'excel·lència inversora, i va escriure "mentre els clústers de biotecnologia, salut i tecnologia de Suïssa estan extraordinàriament ben desenvolupats, la banca privada suïssa encara té un llarg camí per recórrer".
L'any 2003, juntament amb David Einhorn, Bill Ackman i Whitney Tilson, Spier es va convertir en l'objectiu de les investigacions d'Eliot Spitzer, aleshores el fiscal general de Nova York, així com de la Comissió de Valors i Borsa dels Estats Units sobre vendes a curt de Farmer. Mac, MBIA i Allied Capital. La caiguda d'aquestes empreses durant la crisi financera de finals dels anys 2000 va reivindicar la seva breu tesi i es va convertir en el tema dels llibres d'Ackman i Einhorn.
El 2014, Palgrave MacMillan va publicar The Education of a Value Investor que narra les primeres lluites de la carrera de Spier en la banca d'inversió a Wall Street i la seva transformació en un inversor de valor. El llibre ha venut més de 175.000 còpies en anglès i s'ha traduït al castellà, alemany, japonès, coreà, xinès, polonès, hebreu i vietnamita.
El 2016, Spier, juntament amb Phil Town i Matthew P. Peterson, van sol·licitar amb èxit al jutge Sontchi al Tribunal de fallides de Delaware per formar un comitè oficial d'accionistes de Horsehead Corporation que s'havia presentat en fallida a principis d'aquell any.
El 2019, en una entrevista de YouTube amb Tilman Versch de ValueDACH, Spier va comparar l'art de la selecció de valors amb "borratxos als bars" fent referència també a Dan Bilzerian.
El 2020, Spier va organitzar un panell sobre "El futur de la inversió intel·ligent" amb Niall Ferguson, Sandy Climan i Daniel Aegerter.
Spier acull una conferència anual d'inversió a Klosters anomenada "VALUEx". Entre els assistents hi ha Joe Chapman i Richard Reese, l'antic conseller delegat d'Iron Mountain.
Spier també és un comentarista financer ocasional als mitjans.

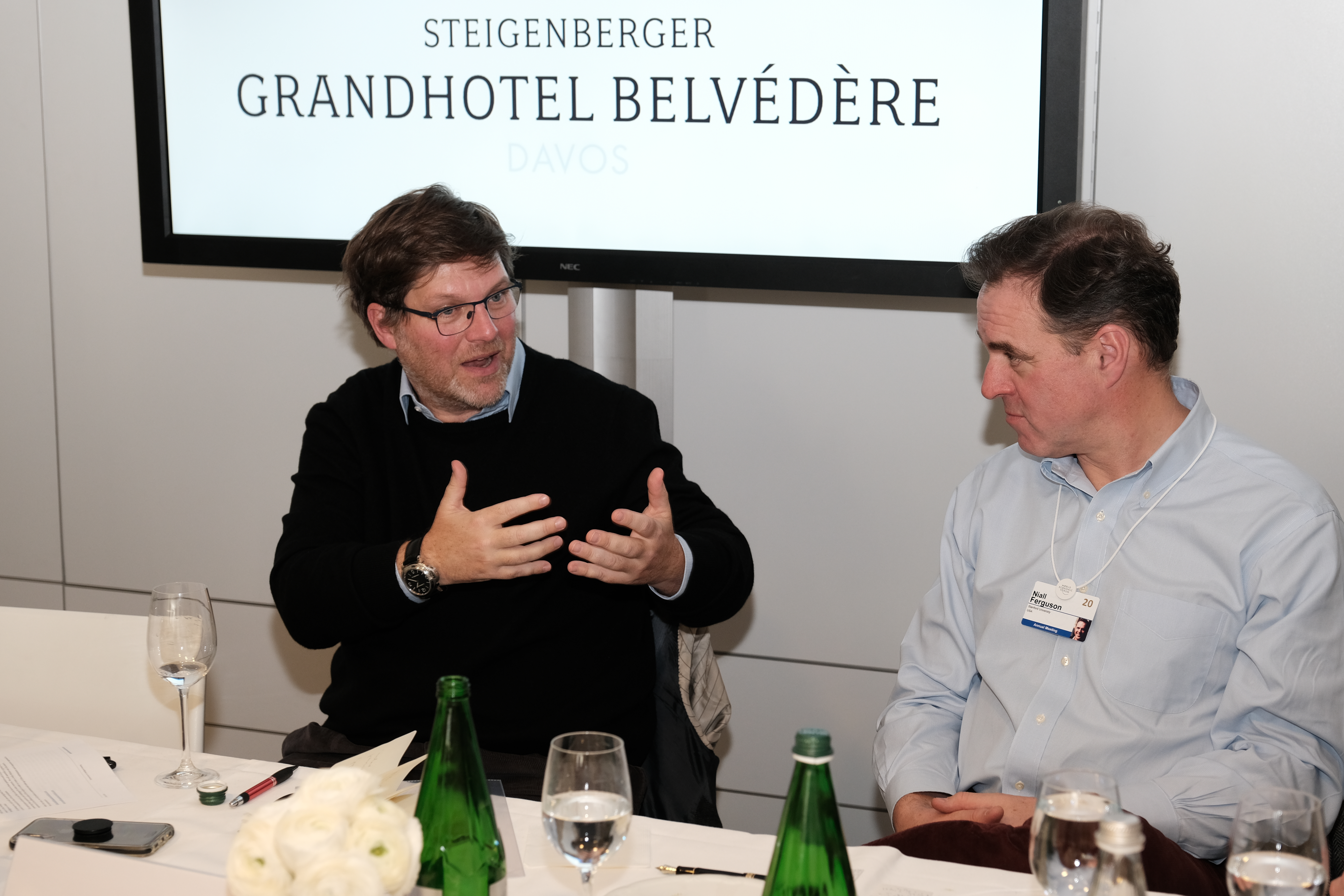
Guy Spier parlant amb Niall Ferguson durant el Fòrum Econòmic Mundial

### Aportacions sense ànim de lucre
L'any 1997, Spier es va pronunciar a The Independent contra la creixent intrusió dels paparazzi a la vida pública britànica, escrivint "...si un règim així hagués existit abans del cap de setmana passat, tots els tabloides que van publicar fotografies de la princesa Diana i Dodi durant el seu estiu haurien hagut de pagar part dels seus beneficis com a compensació. No crec que calgui una ment jurídica massa fina per distingir entre esdeveniments públics, com discursos i visites a l'hospital, i esdeveniments privats, com una excursió a esquí amb els fills o un viatge en cotxe amb un amic." L'any 2002, escrivint al Financial Times, Spier va qüestionar els motius dels directors de la Hershey Trust Company per vendre la seva participació i va preguntar: "Per què algú amb el cap clar voldria canviar una part important d'Hershey, tenint en compte les seves excel·lents característiques, per a una part insignificant d'un conjunt de negocis nord-americans, probablement escollit per algun assessor que és millor per ser seleccionat que per oferir un rendiment de la inversió?". Spier es dirigeix regularment a estudiants i altres públics, com ara el MIT, Ivey School of Business, Harvard Business School i Google.
Del 2000 al 2005, Spier va exercir com a president de l'Associació d'Antics Alumnes d'Oxford de Nova York amb el suport proper d'Amanda Pullinger. Sota el seu lideratge i el de Pullinger, l'associació va créixer fins a més de 5.000 membres i va ser pionera a aportar un enfocament a l'estil americà de les relacions amb els antics alumnes a una universitat britànica. Del 2007 al 2009, Spier va formar part del Consell Assessor de la Fundació Dakshana. El 2011, Spier va fundar la conferència VALUEx a Klosters. El 2017, Spier es va unir a la junta directiva recentment formada de la Swiss Friends of Oxford University. També forma part del consell d'UN Watch i dels consells assessors d'Horasis i World Minds. També és membre del Consell Internacional de la Global Leadership Foundation, que va ser fundada pel guanyador del Premi Nobel de la Pau FW de Klerk.

## Vida personal
Spier viu a Zúric amb la seva dona Lory i tres fills: Eva, Isaac i Sarah. Està relacionat amb les famílies bancàries Lazard, Speyer i Rothschild a través de la seva besàvia, Johanna Lazard. És un antic resident de Tuxedo Park, Nova York, el poble construït per Pierre Lorillard a finals del 1800, on vivia a Bruce Price Cottage. És membre de l'Organització d'Emprenedors i de l'Organització de Joves Presidents.